# مناية
مناية أو بلدية منْهَاجة (بالإسبانية: Minaya) هي بلدية تقع في مقاطعة البسيط التابعة لمنطقة قشتالة والمنشف وسط إسبانيا.

## الديمغرافيا
بلغ عدد سكان بلدية منهاجة 1.682 نسمة عام 2011 (وفقاً للمعهد الوطني الإسباني للإحصاء).
| 1.772 | 1.789 | 1.741 | 1.741 | 1.778 | 1.775 | 1.682 |